# Ганцикловир
Ганцикловир — лекарственное средство, обладающее противовирусной активностью, используется в терапии и для профилактики цитомегаловирусной инфекции (ЦМВ).
Разработано канадским учёным Kelvin K. Ogilvie. Используется в виде натриевой соли (Ganciclovir sodium) под торговым названием Cytovene и Цимевен (Roche). Ганцикловир для глазной практики выпускают также под торговыми марками Vitrasert (Bausch & Lomb). 

## Применение в медицине
Ганцикловир показан при:
- ЦМВ-ретинит с угрозой для зрения у людей с тяжелым иммунодефицитом
- ЦМВ пневмонит у реципиентов трансплантата костного мозга
- Профилактика ЦМВ-болезни у реципиентов костного мозга и солидных органов.
- Подтвержденный ЦМВ ретинит у людей со СПИДом (интравитреальный имплантат)

Он также используется при остром ЦМВ-колите при ВИЧ / СПИДе и ЦМВ-пневмоните у пациентов с ослабленным иммунитетом. 
Есть случаи его успешного применения при лечении инфекций, вызванных вирусом герпеса человека 6.
Ганцикловир оказался эффективным средством лечения эпителиального кератита, вызванного вирусом простого герпеса.

## Побочные эффекты
Со стороны органов кроветворения
Нейтропения и гранулоцитопения (боль в горле, гипертермия, озноб), тромбоцитопения (кровотечения, кровоизлияния); реже — анемия (чрезмерная утомляемость или слабость), панцитопения, спленомегалия.
Со стороны сердечно-сосудистой системы
Аритмии, лабильность артериального давления, тромбофлебит глубоких вен, вазодилатация.
Со стороны нервной системы
Навязчивые состояния, «кошмарные» сновидения, атаксия, кома, спутанность сознания, бессонница, невропатия, расстройство мышления, головокружение, головная боль, мигрень, тревожность, лабильность настроения, нервозность, парестезии, гиперкинезии, психоз, эпилептические припадки.
Со стороны органов чувств
Нарушение зрения, при введении в стекловидное тело — бактериальный эндофтальмит, лёгкое рубцевание конъюнктивы, ощущение инородного тела в глазу, отслоение сетчатки у больных СПИДом с ЦМВ ретинитом, инъецированность сосудов склеры или субконъюнктивальное кровоизлияние, боли в глазах и ушах, амблиопия, потеря зрения, конъюнктивит, извращение вкуса, снижение слуха.
Со стороны пищеварительной системы
Отрыжка, эзофагит, тошнота, рвота, сухость во рту, снижение аппетита, афтозный стоматит, диарея, метеоризм, гастралгия, недержание кала, гепатит (желтуха, повышение активности «печеночных» трансаминаз и ЩФ), кровотечения из желудочно-кишечного тракта, боль в животе, панкреатит.
Со стороны опорно-двигательного аппарата
Миастения, миалгия, артралгия, оссалгия, судороги в икроножных мышцах, боль в пояснице, тремор.
Со стороны мочеполовой системы
Гематурия, отёки, учащение мочеиспускания, инфекции мочевыводящих путей, нарушение функции почек (гиперкреатининемия, повышение концентрации мочевины), снижение либидо; в высоких дозах — необратимое подавление сперматогенеза у мужчин и фертильности у женщин.
Аллергические реакции
Зуд, макулопапулезная сыпь, крапивница, озноб, эозинофилия, гипертермия.
Местные реакции
Болезненность по ходу вены, флебит.
Прочие
Присоединение инфекций, флегмона, акне, боль в грудной клетке, гипогликемия, алопеция, уменьшение массы тела, диспноэ, канцерогенность.

## Фармакологическое действие
Нуклеозид (аналог гуанина), близкий по химической структуре к ацикловиру. Обладает противовирусной активностью. Активен в отношении цитомегаловируса и вируса Herpes simplex типа 1. Под влиянием кодируемой вирусом тимидиновой киназы ганцикловир быстро фосфорилируется в форму монофосфата, а затем под действием клеточных киназ последовательно превращается в дифосфат и трифосфат. Действуя как субстрат и встраиваясь в ДНК, ганцикловира трифосфат конкурентно ингибирует ДНК-полимеразу, что приводит к подавлению синтеза ДНК за счёт ингибирования элонгации цепи ДНК. Подавляет вирусную ДНК-полимеразу активнее, чем клеточную полимеразу. При снижении концентрации ганцикловира трифосфата элонгация цепи ДНК возобновляется. Эффект развивается к 7—10 дню. Критерием эффективности, помимо улучшения состояния больного, является снижение концентрации ДНК ЦМВ не менее чем в 1000 раз и более или полное исчезновение её из крови. Применение при ЦМВ ретините в 80—90 % случаев приводит к улучшению или стабилизации состояния (прекращают появляться новые очаги, исчезают ретинальный васкулит, отёк диска зрительного нерва, геморрагии, теряют остроту прежние очаги, при одностороннем процессе не вовлекается второй глаз). Эффективность при поражении ЦМВ желудочно-кишечного тракта (эзофагит, колит) составляет 70—85 %, при лечении ЦМВ пневмонии у ВИЧ-инфицированных — 60—65 %, после трансплантации костного мозга, почек, сердца — 65—75 %.

## Фармакокинетика
После приёма внутрь всасывается медленно, не до конца. Биодоступность после приёма натощак — 5 %, во время еды — 6—9 %. TCmax в плазме при приёме внутрь натощак — 1,8 ч, при приёме с пищей — 3 ч. Cmax при приёме внутрь 3 г/сут — 1—1,2 мкг/мл; при внутривенном введении 5 мг/кг/сут в течение 1 часа Cmax — 8,3—9 мкг/мл. Связь с белками плазмы — 1—2 %, объём распределения после в/в введения — 0,74 л/кг. Распределяется во всех тканях организма. Проходит через гематоэнцефалический барьер (содержание в спинномозговой жидкости, по разным данным, составляет от 7 до 67 %), плаценту, проникает внутрь глазного яблока. Практически не метаболизируется. Выводится почти 100 % в неизменённом виде путём клубочковой фильтрации и канальцевой секреции. T1/2 зависит от способа введения и функции почек. При внутривенном введении T1/2 у взрослых — 2,5—3,6 ч (в среднем 2,9 ч); при КК 20—50 мл/мин — 9—30 ч; T1/2 у новорождённых — 2,4 ч. После приёма внутрь T1/2 — 3,1—5,5 ч; при КК 10—50 мл/мин — 15,7—18,2 ч. T1/2 из жидкости стекловидного тела — 13 ч. После проведения гемодиализа (в течение 4 ч) концентрация в плазме уменьшается на 50 %.

## Показания
ЦМВ инфекции (ретинит, колит, эзофагит, пневмония, полирадикулопатия и др.) у лиц с ослабленным иммунитетом (лечение и профилактика) — при СПИДе, иммунодепрессивной терапии (в том числе после операций трансплантации органов), химиотерапии злокачественных новообразований.

## Противопоказания
Гиперчувствительность, врождённая или неонатальная ЦМВ инфекция, тяжёлое угнетение костномозгового кроветворения (нейтропения — менее 500/мкл, тромбоцитопения — менее 25 тыс./мкл), период лактации, детский возраст (младше 12 лет).
C осторожностью
Миелодепрессия (в том числе на фоне сопутствующей лучевой и/или химиотерапии), хроническая почечная недостаточность, пожилой возраст (старше 65 лет — нет данных по эффективности и безопасности), беременность (возможно назначение только по «жизненным» показаниям).

## Режим дозирования
Внутривенно, 5 мг/кг с постоянной скоростью в течение 1 ч каждые 12 ч (суточная доза — 10 мг/кг). Курс — 14—21 дней. Длительная поддерживающая терапия: 6 мг/кг/сут 5 дней в неделю или 5 мг/кг/сут ежедневно. Поддерживающая терапия проводится у больных с иммунодефицитами, относящихся к группе риска, в частности при возможности рецидива ЦМВ ретинита. При прогрессировании ретинита больному можно повторить курс по полной вышеприведённой схеме (независимо от проведения поддерживающей терапии). Введение в стекловидное тело — по 200 мкг 2 раза в неделю в течение 3 нед. Дозы для больных с почечной недостаточностью: при концентрации креатинина 125—225 мкмоль/л — по 2,5 мг/кг через 12 ч; 225—398 мкмоль/л — 2,5 мг/кг через 24 ч; больше 398 мкмоль/л — по 1,25 мг/кг через 24 ч. Введение в стекловидное тело — 200 мкг 1 раз в неделю. Правила приготовления и введения инфузионного раствора: из флакона набирают требуемую дозу препарата и добавляют к 100 мл базового инфузионного раствора (0,9 % раствор NaCl, 5 % раствор декстрозы, раствор Рингера, Рингер-Лактата). Вводят в течение 1 ч в крупные вены, не рекомендуют применение раствора с концентрацией более 10 мг/мл. Внутрь, во время еды: для больных ЦМВ ретинитом, стабилизировавшимся на фоне индукционной терапии, рекомендуемая поддерживающая доза — 1 г 3 раза в сутки или по 0,5 г 6 раз в сутки (в период бодрствования). Для профилактики ЦМВ инфекции назначают по 1 г 3 раза в сутки. Больным с нарушением функции почек назначают в зависимости от значений КК: при КК не менее 70 мл/мин — 3 г/сут; 50—69 мл/мин — 1,5 г/сут; 25—49 мл/мин — 1 г/сут; 10—24 мл/мин — 0,5 г/сут; меньше 10 мл/мин — 0,5 г 3 раза в неделю. Показатели концентрации креатинина или КК определяют каждые 2 нед.
Передозировка
Симптомы: обратимая нейтропения. Лечение: гемодиализ, колониестимулирующие факторы.
Взаимодействие
Лекарственные средства, блокирующие канальную секрецию, снижают клиренс ганцикловира и увеличивают его T1/2. Дапсон, пентамидин, фторцитозин, винкристин, винбластин, адриамицин, амфотерицин В, циклоспорин, триметоприм и его комбинации с сульфаниламидами повышают токсичность. Зидовудин увеличивает риск развития нейтропении, комбинация имипенема и циластатина — генерализованных судорог. Увеличивает риск возникновения токсических эффектов диданозина. Нефротоксические лекарственные средства повышают риск нарушения функции почек. Лучевая терапия усиливает выраженность миелодепрессивного действия.

## Особые указания
До начала проведения терапии необходимо получить лабораторное подтверждение диагноза ЦМВ инфекции. Нейтропения обычно развивается на 1—2 недели от начала лечения (до введения общей дозы 200 мг/кг). Число нейтрофилов нормализуется обычно в течение 2—5 дней после отмены или снижения дозы. Больные с количеством тромбоцитов ниже 100 тыс./мкл или больные с ятрогенной иммунодепрессией относятся к группе риска по развитию тромбоцитопении. Больные с тяжёлой нейтропенией (число нейтрофилов меньше 500/мкл) и/или тромбоцитопенией (число тромбоцитов меньше 25 тыс./мкл) нуждаются в прекращении лечения до появления признаков нормализации кроветворения. Контроль картины периферической крови следует проводить каждые 2 недели; у пациентов, у которых ранее при лечении ганцикловиром или другими аналогами нуклеозидов отмечалась лейкопения или у которых в начале лечения число нейтрофилов было меньше 1 тыс./мкл, — не реже 1 раза в неделю. Офтальмологические исследования следует проводить 1 раз в неделю в начале лечения и каждые 4 недели в период поддерживающей терапии; частота исследования может варьировать в зависимости от распространённости болезни, активности процесса и близости поражения к желтому пятну и диску зрительного нерва. Внутривенное капельное введение должно сопровождаться соответствующей водной нагрузкой (клиренс зависит от интенсивности диуреза). Не рекомендуется быстрое струйное внутривенное введение препарата, так как возможно повышение токсичности. Вследствие высокой токсичности и мутагенной активности мужчинам и женщинам репродуктивного возраста во время терапии необходимо использовать эффективные методы контрацепции. Мужчинам также рекомендуют применять барьерные методы контрацепции в течение 90 дней после окончания лечения. Нейтропенический и тромбоцитопенический эффекты могут приводить к увеличению частоты микробных инфекций полости рта, кровоточивости десен, замедлению процесса регенерации, поэтому во время лечения рекомендуется уделять должное внимание гигиене полости рта. Инфузионный раствор, содержащий ганцикловир, должен быть использован в течение 24 ч после разведения, раствор для инфузий следует хранить в холодильнике. При работе с препаратом следует избегать попадания препарата на кожу и слизистые оболочки.